# Агропромислова Група Креатив
Група Креатив (Креатив Груп, повна назва — Публічне акціонерне товариство «Група Креатив», англ. Creative Group) — українська інтегрована агропромислова компанія, яка спеціалізується на виробництві соняшникової олії та шроту, жирів і маргаринів, соєвої олії та шроту, біопаливних пелет, сільському господарстві. Група володіє дев'ятьма заводами та вісьмома елеваторними комплексами у Кіровоградській, Миколаївській, Київській, Дніпропетровській та Сумській областях. Розмір земельного банку компанії становить близько 30 тис. га.
За обсягами виробництва компанія входить в трійку найбільших українських виробників соняшникової олії з часткою ринку у понад 10 % за період вересень 2012 — лютий 2013 року, є другим за обсягами експортером соняшникової олії з часткою у 12,5 % поставок від загальноукраїнського експорту за результатами 2012/2013 років Група має понад 30 % частки ринку виробництва жирів та маргаринів, близько 24 % частки ринку перероблювання сої за встановленими потужностями.
Виторг групи у 2013 році склав близько 1,055 млрд дол. США (+55 % відносно виторгу 2012 року — 682 млн дол. США).
Продукція групи: небрендована, призначена для продажу промисловим компаніям, та брендована — для роздрібної торгівлі (ТМ «Сонола», ТМ «Делікон», ТМ «Дивне», ТМ «Кум», ТМ «Масловия»). Компанія реалізує продукцію в усіх регіонах України та експортує до 25 країн світу, серед яких країни Північної Африки, СНД, Індія, Азійський регіон (Малайзія, Філіппіни, Індонезія). У 2013 році група відкрила представництво у Китаї та ОАЕ. Близько 70 % продукції компанії йде на експорт.